# Vinkeveen
Vinkeveen est un village néerlandais situé dans la commune de De Ronde Venen, en province d'Utrecht. En 2019, il compte 9 185 habitants, un chiffre en hausse par rapport aux 8 392 recensés en 2006.

## Histoire
Jusqu'au 1er janvier 1841, Vinkeveen est une commune indépendante. À cette date, elle fusionne avec Waverveen pour former la nouvelle commune de Vinkeveen en Waverveen, elle-même abolie au 1er janvier 1989, lorsque la commune de De Ronde Venen est établie.